# Sant'Antonino (Francia)
Sant'Antonino (in corso Sant'Antulinu di Balagna) è un comune francese di 95 abitanti situato nel dipartimento dell'Alta Corsica nella regione della Corsica.

## Società

### Evoluzione demografica
Abitanti censiti